# Spilanthes decumbens
Spilanthes decumbens là một loài thực vật có hoa trong họ Cúc. Loài này được (Sm.) A.H.Moore miêu tả khoa học đầu tiên năm 1907.